# Festuca coromotensis
Festuca coromotensis là một loài thực vật có hoa trong họ Hòa thảo. Loài này được Briceño mô tả khoa học đầu tiên năm 1994.